# Ariel Serena Hedges Bowen
Ariel Serena Hedges Bowen (Newark, Nova Jersey, 3 de març de 1863 – 7 de juliol de 1904) fou una escriptora, activista del moviment de la temprança, i professora de música de la Universitat d'Atlanta Clark Afroamericana estatunidenca de finals del segle xix i d'inicis del segle xx. El "Twentieth Century Negro Literature" (1902) va afirmar que "és considerada una de les dones negres millor formades."

## Vida i obra
Ariel Serena Hedges va néixer a Newark, Nova Jersey. El seu pare, Charles Tanques clergue fou un clergue presbiterià que s'havia llicenciat el 1869 a la Universitat de Lincoln, Pennsilvània i havia organitzat diverses esglésies a l'estat de Nova York. La seva mare va representar un del més vell Presbyterian famílies d'aquell estat. El seu avi havia estat un cornetista durant la guerra mexicana i fou Guàrdia d'Honor quan Lafayette visità els Estats Units.

Els seus pares van anar a viure a Pittsburgh abans d'emigrar aBaltimore, on el seu pare fou el pastor de l'església presbiteriana de l'avinguda Madison i després de l'església presbiteriana Grace. El 1885 Hedges es va graduar amb honor en un institut d'Springfield, Massachusetts. En aquesta ciutat, es va examinar per a ser professora. Primer va treballar de professora en una escola d'aquesta ciutat i posteriorment va anar a ensenyar història i anglès a l'Institut de Tuskegee, a Tuskegee, Alabama.
El 1886 Hedges va contraure matrimoni amb J. W. E. Bowen del Seminari Teològic Gammon d'Atlanta, Geòrgia. Ella va esdevenir membre de la Societat Missional de les Dones Estrangeres de l'església episcopal metodista. El 1893 la parella van anar a viure a Atlanta i foren pares de quatre fills.
El 1895 va esdevenir professora de música de la Universitat Clark, on va publicar textos sobre la música i fou cantant i organista. .
Hedges Bowen també va esdevenir una figura notable de la Unió de les dones per la temprança cristiana i va escriure l'obra The Ethics of Reform.
La Ariel Bowen Memorial United Methodist Church d'Atlanta es diu d'aquesta manera en el seu honor.